# 心跳 (電影)
《心跳》（英語：Heartbeats）是2010年的一部由薩維·杜蘭執導的加拿大愛情電影。影片在第63届戛纳电影节一種注目單元首映。

## 主要演員
- 薩維·杜蘭 飾演 Francis
- 莫妮亚·乔柯里（英语：Monia Chokri） 飾演 Marie
- 尼尔斯·施内德（英语：Niels Schneider）  飾演 Nicolas
- 路易斯·加瑞尔 客串出演

## 評價
《心跳》在影評人當中的口碑良好，在電影評分網站爛番茄上獲得了74%的新鮮度 ，專業影評網站Metacritic上的評分為70分。

## 獎項
| 獎項         | 類別         | 獲獎人                                   | 結果 |
| ------------ | ------------ | ---------------------------------------- | ---- |
| 戛纳电影节   | 一種注目大獎 | 札維耶·多藍                              | 提名 |
| 戛纳电影节   | 年轻视线大奖 | 札維耶·多藍                              | 獲獎 |
| 凱撒電影獎   | 最佳外國電影 | 札維耶·多藍                              | 提名 |
| 悉尼影展     | 最佳影片     | 《心跳》                                 | 獲獎 |
| 基尼獎       | 最佳影片     | 薩維·杜蘭、Carole Mondello、Daniel Morin | 提名 |
| 基尼獎       | 最佳導演     | 札維耶·多藍                              | 提名 |
| 基尼獎       | 最佳女配角   | Anne-Élisabeth Bossé                     | 提名 |
| 基尼獎       | 最佳攝影     | Stéphanie Anne Weber Biron               | 提名 |
| 魁北克影視獎 | 最佳國際電影 | 《心跳》                                 | 獲獎 |
| 魁北克影視獎 | 最佳電影     | 薩維·杜蘭、Daniel Morin、Carole Mondello | 提名 |
| 魁北克影視獎 | 最佳導演     | 札維耶·多藍                              | 提名 |
| 魁北克影視獎 | 最佳剪輯     | 薩維·杜蘭                                | 提名 |
| 魁北克影視獎 | 最佳髮型設計 |                                          | 提名 |

## 外部連結
- 互联网电影数据库（IMDb）上《心跳》的资料（英文）
- 豆瓣电影上《心跳》的資料 （简体中文）
- 时光网上《心跳》的資料（简体中文）
- 開眼電影網上《心跳》的資料（繁體中文）
- Yahoo奇摩電影上《心跳》的資料（繁體中文）